# Paul Wiggert
Paul Robert Bruno Wiggert (* 22. Februar 1878 in Pritzwalk; † 12. Februar 1919 in Arnsdorf) war ein deutscher Kammermusiker und Komponist.

## Leben und Wirken
Er war der Sohn des Bäckermeisters Robert Wiggert und dessen Ehefrau Emilie Wiggert geborene Kober und besuchte in Pritzwalk die Schule, bevor er eine musikalische Ausbildung aufnahm.
Wiggert wurde Königlicher Hofmusiker, von 1907 bis zu seinem Tod als Trompeter und Hornist Mitglied des Königlichen Hofopernorchesters Dresden und von 1904 bis 1916 Mitglied der Königlich Musikalischen Kapelle, aus der die heutige Sächsische Staatskapelle Dresden hervorging. Außerdem war Wiggert Mitglied des Dresdner Tonkünstlervereins.
Zu seinen bekanntesten Kompositionen zählen unter anderem Der Jubiläums-Marsch, Klänge aus Schottland, Ungarische Rhapsodie No. 2.

## Familie
In Neuruppin heiratete er 1904 Katharine Helene Henriette geborene Spielhagen, die Tochter eines dortigen Kaufmanns.